# Botrucnidifer shtokmani
Botrucnidifer shtokmani är en korallart som beskrevs av Molodtsova 200. Botrucnidifer shtokmani ingår i släktet Botrucnidifer och familjen Botrucnidiferidae. Inga underarter finns listade i Catalogue of Life.